# Ulrich Sonnenberg
Ulrich Sonnenberg (* 20. April 1955 in Hannover) ist ein deutscher literarischer  Übersetzer.

## Leben
Ulrich Sonnenberg absolvierte nach dem Abitur am Gymnasium Andreanum in Hildesheim eine Buchhändlerlehre. Anschließend hielt er sich mehrere Jahre in Kopenhagen auf. 1986 gründete er zusammen mit Klaus Schöffling die Frankfurter Verlagsanstalt (FVA) wieder und leitete von 1993 bis 2003 die Verkaufsabteilung des Suhrkamp- und Insel-Verlages. 
Seit 2004 lebt er als freier Übersetzer und Herausgeber in Frankfurt am Main. Sonnenberg übersetzt vorwiegend Belletristik aus dem Dänischen und Norwegischen ins Deutsche. Er ist Mitglied im Verband deutschsprachiger Übersetzer literarischer und wissenschaftlicher Werke. 2013 erhielt er gemeinsam mit Peter Urban-Halle den Dänischen Übersetzerpreis.

## Werke
- Hans Christian Andersens Kopenhagen, ein Reise- und Lesebuch. Mit Photographien von Rainer Groothuis, Schöffling, Frankfurt am Main 2004, ISBN 978-3-89561-583-2.

### Herausgeberschaft
- mit Dirk Addicks, Kurt Baumgarte, Alexander Weil: Hans Teich – Hildesheim und seine Antifaschisten, Hildesheim 1979, Selbstverlag
- Dänemark erzählt, Frankfurt am Main 1991
- Hans Christian Andersen: Die schönsten Märchen, Frankfurt am Main [u. a.] 2000
- Hans Christian Andersen: Weihnachts- und Wintermärchen, Frankfurt am Main [u. a.] 2000
- Hans Christian Andersen: Bericht einer Reise in die Sächsische Schweiz, Frankfurt am Main [u. a.] 2001
- Hans Christian Andersen: Schattenbilder von einer Reise in den Harz, die Sächsische Schweiz etc. etc. im Sommer 1831, Frankfurt am Main [u. a.] 2002
- Hans Christian Andersen: Das häßliche Entlein und andere Märchen, St. Pölten [u. a.] 2005
- Hans Christian Andersen: Des Kaisers neue Kleider und andere Märchen, Frankfurt am Main [u. a.] 2005
- Kopenhagen, Hamburg 2011

### Übersetzungen
- Hans Christian Andersen: Bilderbuch ohne Bilder, Frankfurt am Main [u. a.] 2009
- Hans Christian Andersen: Märchen, Geschichten, Briefe, Frankfurt am Main [u. a.] 1999
- Jens Andersen: Hans Christian Andersen, Frankfurt am Main [u. a.] 2005
- Jens Andersen: Astrid Lindgren. Ihr Leben, München 2015
- Herman Bang: Exzentrische Existenzen, Frankfurt am Main [u. a.] 2007
- Herman Bang: Ihre Hoheit, Berlin 2011
- Tania Blixen: Babettes Gastmahl (Mit Nachwort von Erik Fosnes Hansen), Zürich 2022
- Niels Brunse: Die erstaunlichen Gerätschaften des Herrn Orffyreus, München 2007
- Niels Brunse: Der Meermann, München 2008
- Tom Buk-Swienty: Hauptmann Dinesen, Hamburg 2014 (übersetzt zusammen mit Bernd Kretschmer)
- Tom Buk-Swienty: Schlachtbank Düppel, Berlin 2011
- Christian Dorph: Der deutsche Freund, Frankfurt am Main 2009
- Christian Dorph: Der libanesische Leopard, Berlin 2011
- Jakob Ejersbo: Exil, München 2012
- Jakob Ejersbo: Liberty, München 2011
- Jakob Ejersbo: Revolution, München 2012
- Katrine Engberg: Krokodilwächter, Zürich 2018
- Katrine Engberg: Blutmond, Zürich 2019
- Erika Fatland: Sowjetistan, Berlin 2017
- Erika Fatland: Die Grenze, Berlin 2019
- Anna Grue: Die guten Frauen von Christianssund, Zürich 2013
- Anna Grue: Der Judaskuss, Zürich 2014
- Anna Grue: Die Kunst zu sterben, Zürich 2014
- Anna Grue: Es bleibt in der Familie, Zürich 2015
- Anna Grue: Die Wurzel des Bösen, Zürich 2015
- Anna Grue: Das falsche Gesicht, Zürich 2016
- Anna Grue: Wie der Vater, so der Sohn. Zürich 2018
- Torben Guldberg: Thesen über die Existenz der Liebe, Frankfurt am Main 2010
- Knut Hamsun: Hunger, München 2023[1]
- Gaute Heivoll: Bevor ich verbrenne, Frankfurt am Main 2012
- Hans Herbjørnsrud: Die Brunnen, München 2010
- Søren Jacobsen: Die Marmortaube, Frankfurt am Main 1985
- Søren Jacobsen: Der radioaktive Mann, Frankfurt am Main 1987
- Asbjørn Jaklin: Tödlicher Frost, Berlin 2014
- Asbjørn Jaklin: Rote Zone, Berlin 2016
- Carsten Jensen: Rasmussens letzte Reise, München 2010
- Carsten Jensen: Wir Ertrunkenen, München 2008
- Carsten Jensen: Der erste Stein, Roman. Knaus, München 2017, ISBN 978-3-8135-0741-6.
- Jens Henrik Jensen: Der Kohlenmann, München [u. a.] 2008.
- Johannes V. Jensen: Himmerlandsvolk, Guggolz, Berlin 2017, ISBN 978-3-945370-12-4.
- Johannes V. Jensen: Himmerlandsgeschichten, Guggolz, Berlin 2019, ISBN 978-3-945370-24-7.
- Johannes V. Jensen: Neue Himmerlandsgeschichten, Guggolz, Berlin 2022, ISBN 978-3-945370-37-7.
- Erling Jepsen: Dreck am Stecken, München 2006.
- Erling Jepsen: Fürchterlich glücklich, Berlin 2010.
- Erling Jepsen: Kopfloser Sommer, Berlin 2012.
- Erling Jepsen: Die Kunst im Chor zu weinen, Frankfurt am Main 2008.
- Erling Jepsen: Mit freundlicher Anteilnahme, Berlin 2011
- Christian Jungersen: Ausnahme, München [u. a.] 2006
- Christian Jungersen: Du verschwindest, München 2014
- Erling Kagge: Stille, Berlin 2017
- Søren Kierkegaard: Kierkegaard für Gestreßte, Frankfurt am Main [u. a.]  2000
- Karl Ove Knausgård: Leben, München 2014
- Karl Ove Knausgård: Das Amerika der Seele, München 2016 (zusammen mit Paul Berf)
- Karl Ove Knausgård: Kämpfen. München 2017 (mit Paul Berf)
- Karl Ove Knausgård / Fredrik Ekelund: Kein Heimspiel, München 2018
- Peter Øvig Knudsen: Der innere Kreis, Berlin 2010
- Monica Kristensen: In manchen Nächten, München 2013
- Tom Kristensen: Absturz, Berlin 2023
- Jakob Melander: Blutwind, München 2014
- Jakob Melander: Roter Nebel, München 2015
- Iben Melbye: Der schwarze Klub, Reinbek 1982
- Jørgen Nash: Der Galgenvogel, Hamburg 1993
- Jóanes Nielsen: Die Erinnerungen, München 2016
- Dorthe Nors: Handkantenschlag, Hamburg 2014
- Simon Pasternak: Tote Zonen, München 2014
- Peter Poulsen: Freud, Jung und die anderen, München 1983
- Henrik Pontoppidan: Der königliche Gast, Münster 2017
- Morten Ramsland: Als Bernhard ein Loch in den Himmel schoss, Köln 2009
- Morten Ramsland: Die Legende vom goldenen Ei, Frankfurt 2018
- Morten Ramsland: Hundsköpfe, Frankfurt am Main 2006
- Morten Ramsland: Sumobrüder, Frankfurt am Main 2011
- Morten Ramsland: Ungeheuer!, Köln 2007
- Nils Johan Ringdal: Die neue Weltgeschichte der Prostitution, München 2006
- Knud Romer: Wer blinzelt, hat Angst vor dem Tod, Frankfurt am Main 2007
- Aage G. Sivertsen, Magnus Carlsen. Das unerwartete Schachgenie, Hamburg 2017 (zusammen mit Rainer Vollmar)
- Simon Stranger: Barsakh, Berlin 2011
- Vidar Sundstøl: Traumland, Hamburg 2011
- Dea Trier Mørch: Die Morgengabe, Hamburg 1986
- Maren Uthaug: Und so kam es. München 2017
- Mich Vraa: Die Hoffnung, Hamburg 2017
- Mich Vraa: Jetzt seid ihr frei, Hamburg 2019
- Annette Wiborg: Kopenhagen, Reinbek 1981 (übersetzt zusammen mit Herbert Zeichner)